# Personnages de Crest of the Stars
Cet article présente les personnages de Crest of the Stars, Banner of the Stars et Seikai no danshō. Les personnages faisant partie de l'Empire humain des Abh son mentionnés avec leur nom abh.

## Les Abh
Ces personnages sont génétiquement des Abh : voir le mode de reproduction des Abh.

### Lamagh
Ablïarsec néïc Dubreuscr dreuc Ablïarser Lamagh (Lamagh Ablïarsec, comtesse d'Ablïarsec) est la 27e impératrice de l'Empire humain des Abh. Comme tous les empereurs, elle porte le titre de comte(sse) d'Ablïarsec, système dans lequel se trouve la capitale, Lacmhacarh. Elle est la grand-mère de Lamhirh. Le vaisseau dans lequel elle se déplace s'appelle Gaftnochec, nom du dragon à huit têtes qui est le symbole de l'Empire.

### Dusanh
Ablïarsec néïc Lamsar larth Barcœr Dusanh (Dusanh Ablïarsec, roi de Barcœc) est le commandant en chef de la flotte et, à ce titre, prince héritier de l'Empire.
Il apparaît dès le début de Crest of the Stars comme commandant de la flotte qui annexe le système de Hyde. Il est, en quelque sorte, à l'origine du destin de Ghintec, car c'est lui qui décide de nommer Rock Lynn comte de Haïdec.
Le lecteur / spectateur le découvre surtout dans Banner of the Stars I à l'occasion des développements de l'opération Feu follet. Il ne fait preuve ni de l'impulsivité coutumière des Ablïarsec, ni de l'excentricité de la plupart des nobles, même s'il aime taquiner son chef d'état-major, Cénéch, au sujet de sa relation avec les frères Biboth. On reste quand même loin des misères que Spaurh fait subir à Cfadiss.
Dans Banner of the Stars II, Dunsah est chargé de l'opération Chasseur mais, comme l'histoire se concentre moins sur les aspects militaires, il est plus en retrait. Il est absent de Banner of the Stars III.

### Dubeusec
Ablïarsec néïc Dubreuscr larth Clybr Dubseusec (Dubeusec Ablïarsec, roi de Clybh) est le fils de l'impératrice Lamagh et le père de Lamhirh. Seikai no danshō : Tanjō suggère qu'il est peu intéressé par la carrière militaire et préfère le commerce, ce qui explique qu'il ait perdu la course au trône de jade. Néanmoins, au début de Banner of the Stars II, il reprend du service et commande la flotte qui s'empare du système de Basscotton avant d'aller reconquérir les systèmes de Bholach et de Hyde. Il considère que cette dernière action est une manière de remercier Ghintec d'avoir protégé Lamhirh jusque-là. Dans Banner of the Stars III, on apprend qu'il finance la restauration du comté de Haïdec.
Seikai no danshō : Tanjō raconte dans quelles circonstances il a demandé à Laicch de lui donner ses gènes. On ne sait comment ils se sont rencontrés ni comment a évolué leur relation après que Laicch a repris son service dans la Spatiale.
Le caractère fantasque de Dubeusec s'observe surtout dans ses méthodes d'éducation. Estimant qu'une naissance mystérieuse enrichit la personnalité de l'enfant, il refuse de dire à Lamhirh qui est sa mère, allant jusqu'à lui dire qu'il a pris les gènes de Holïac, un des chats de la famille ! Lamhirh reconnaît s'être engagée jeune dans la Spatiale pour s'éloigner de lui.
Il est aussi le père d'un garçon, Duhirh, que l'on aperçoit à la fin de Crest of the Stars (dans le roman, non dans l'anime) et dans le premier épisode de Banner of the Stars II, et qu'on découvre un peu plus dans le quatrième tome de Banner of the Stars, où il est officier. On ignore qui est sa donneuse de gènes.

### Spaurh
Spaurh aronn Saicspatr nimh Laitpanr Painaigh (Painaigh Spaurh, grande duchesse de Laitpanh) est probablement la noble la plus haut placée après le clan Ablïarsec. La famille Saicspath est la plus riche de l'Empire humain des Abh grâce au grand duché de Laitpanh, seul fief de l'Empire a posséder trois planètes habitées. L'inscription sur ses armoiries proclame fièrement qu'elle préfère laisser les titres ronflants aux Ablïarsec. Spaurh peut faire preuve de défiance envers les Ablïarsec, mais sa fidélité envers l'Empire et le clan impérial n'est jamais en question : dans Banner of the Stars II, elle sacrifie sa flotte pour permettre à la flottille de Lamhirh de quitter le système de Robnass.
Spaurh apparaît pour la première fois dans Crest of the Stars comme vice-amiral commandant de la flottille Ftunéc. Sa tactique hardie lors de la bataille du portail de Sfagnaumh lui vaut le surnom de "dame du chaos". Elle commande ensuite la 1re flotte, élément de pointe de l'opération Feu follet (Banner of the Stars I). L'arrivée de sa flotte lors de la bataille du portail d'Aptic permet d'éviter l'effondrement des défenses et permet de clore la campagne par un grand succès. Elle commande la même flotte pendant l'opération Chasseur et vole au secours des vaisseaux de Lamhirh menacés par l'arrivée d'une flotte de Union humaine supérieure en nombre.
Spaurh fait preuve d'un ennui permanent, sauf lors des combats, qu'elle mène toujours avec une grande agressivité. Sa principale distraction est de taquiner son chef d'état-major, Cfadiss.

### Lamhirh
Ablïarsec néïc Dubreuscr bœrh Parhynr Lamhirh (Lamhirh Ablïarsec, vicomtesse de Parhynh) est un des deux personnages principaux de la série...

### Baron de Faibdach
Atosrÿac ssynec Atosr lymh Faibdacr Clüarh (Clüarh Atosrÿac, baron de Faibdach) est un des rares Abh totalement antipathique. Il a honte d'être le fils d'un humain de la surface, et retient son père prisonnier. Sa haine se porte ensuite sur Ghintec. Il souhaite profiter des débuts de la guerre entre l'Empire humain des Abh et la Coalition des quatre pour transformer sa modeste baronnie en royaume indépendant. Pour Lamhirh, son attitude à l'égard de ses 50 vassales, toutes des femmes, est déplacée vu l'atmosphère de vénération qui règne autour de lui. Il est tué en poursuivant Lamhirh et Ghintec  lorsque Lamhirh l'expose aux émissions de carburant antimatière.

### Atosrÿac
Atosrÿac ssynec Atosr lymh Faibdacr Loïc (Loïc Atosrÿac, baronne de Faibdach) est la sœur du baron de Faibdach et récupère le titre après sa mort. L'idée de s'occuper de la baronnie ne lui plaît guère, car elle accorde plus d'importance à sa carrière dans les Forces spatiales.
Elle apparaît dans Banner of the Stars I, avec le grade d'hecto-commandante, comme commandant du vaisseau d'attaque Gamrogrh et de l'escadron Latoch, composée de six vaisseaux d'attaque, dont le Basrogrh commandé par Lamhirh. Cette situation met Lamhirh et Ghintec mal à l'aise, mais elle ne leur tient pas grief de la mort de son frère.
Dans Banner of the Stars III, elle a le grade de kilo-commandante ; elle est à la tête de la première escadre formée par des frégates d'assaut, et mène une démonstration de force dans le comté de Haïdec.

### Les frères Biboth
Biboth aronn Nellémr ïarlucec Nélaith (Nélaith Biboth) et Biboth aronn Nellémr ïarlucec Néféc (Néféc Biboth) font partie d'un des 29 clans fondateurs, dont les membres, outre leur génie scientifique, sont connus pour leur extrême excentricité, dite "belle folie". Ils ont la particularité d'être jumeaux, ce qui est étonnant dans une société où la procréation est un processus artificiel : ce choix de leur parent est probablement l'expression de cette "belle folie". Bien qu'ils fassent tous deux régulièrement preuve de cette excentricité, ils se chamaillent régulièrement, chacun estimant avoir plus de bon sens que l'autre. Nélaith semble toutefois être le plus excentrique des deux, notamment à cause de son habitude de prendre un bain au cours des batailles.
Nélaith est vice-amiral, Néféc est kilo-commandant et son chef d'état-major. Ils sont placés à la tête de la flotte de protection d'Apticec dans Banner of the Stars I. Dans Banner of the Stars II, ils dirigent la 4e flotte : leurs succès leur valent de se retrouver en pointe de l'opération Chasseur, mais ils atteignent le système de Basscotton sans rencontrer de grande résistance.
L'un d'entre eux a eu une aventure avec Cénéch, mais le voile n'est levé qu'au début de Banner of the Stars II.

### Cénéch
Cénéch üémh Stymer Cipair (Cipair Cénéch) apparaît pour la première dans Banner of the Stars I comme chef d'état-major de Dusanh. À ce titre, elle prend une part active à la mise en œuvre des opérations Feu follet et Chasseur, et se trouve toujours en mesure de proposer un plan correspondant à l'évolution de la situation.
Ses relations avec son supérieur sont généralement cordiales, sauf en deux occasions. Elle déconseille la nomination des frères Biboth à la tête de la défense d'Apticec et l'augmentation des effectifs de la flotte de Spaurh, estimant qu'ils n'ont pas l'expérience pour de telles responsabilités. Dusanh passe outre, si bien qu'elle demande s'il n'a pas un préjugé favorable envers les nobles, et se fait vertement remettre en place. Elle se fait taquiner par Dusanh, qui veut savoir avec lequel des deux frères Biboth elle a eu une relation, et finit par lui dire "de la fermer". Au début de Banner of the Stars II, elle laisse échapper que c'est avec Nélaith.

### Tlaïmh
Tlaïmh borgh Ybdér Laimsairh (Laimsairh Tlaïmh) est un amiral. Il commande la flotte chargée de reconquérir le marquisat de Sfagnaumh (Crest of the Stars). Il apparaît comme un officier très prudent et soucieux de prendre en compte tous les éléments avant de se lancer dans la bataille mais, une fois sa décision prise, il fonce. Dans Banner of the Stars II, il commande la flotte chargée de combattre les forces de l'Union humaine qui attaqueraient la flotte des frères Biboth.

### Laicch
Laicch üémh Laubér Placïac (Placïac Laicch) est la mère de Lamhirh. Son rôle dans la série est très limité car elle meurt très vite. Dans Crest of the Stars, elle commande, avec le grade d'hecto-commandante, le croiseur Gothlauth chargé de conduire Ghintec à Lacmhacarh. Elle supervise aussi le dernier stade de la formation militaire de Lamhirh. C'est un excellent commandant : alors que le Gothlauth est attaqué par 10 vaisseaux, elle parvient à en détruire 9. Sa relation avec Dubeusec est l'objet de Seikai no danshō : Tanjō.

### Saubach
Saubach üémh Dor Ïuth (Ïuth Saubach) est entré dans la Spatiale après avoir été un commerçant particulièrement doué : il a accompli le voyage commercial le plus rentable de l'histoire des Abh. Il apparaît pour la première fois dans Banner of the Stars I avec le grade de pilote-avant comme commandant en second du Basrogrh. Dans Banner of the Stars II, les tâches de Lamhirh le conduisent à prendre le commandement provisoire du vaisseau. Dans Banner of the Stars III, il est promu vice-hecto-commandant et commande la frégate d'assaut Flicaubh et retrouve sous les ordres d'Atosrÿac. À la fin de Banner of the Stars III, on apprend qu'il laisse le commandement du Flicaubh à Lamhirh et devient le chef d'état-major d'Atosrÿac.
Saubach possède des traits de caractères que l'on considère comme typiques des Abh en faisant preuve de beaucoup de retenue et de détachement. Il se lie d'amitié avec Samsonn et boit souvent un verre avec lui. Dans Banner of the Stars III, il regrette l'absence de son ami ; on apprend qu'il lui écrit régulièrement des lettres.

### Aicrÿac
Aicrÿac üémh Tlyzrh Naurh (Naurh Aicrÿac) apparaît dans Banner of the Stars I avec le grade de pilote-ailier comme chargée des communications, des lasers et du pilotage du vaisseau de communication du Basrogrh. Elle conserve ce rôle dans Banner of the Stars II, mais a entre-temps été promue pilote-arrière. Dans Banner of the Stars III, elle rejoint l'équipage du Flicaubh, cette fois avec le grade de pilote-avant, au même poste. C'est une pilote hardie et téméraire (même selon les critères des Abh) et qui aime les manœuvres brusques. Tout l'équipage du Flicaubh et Ghintec en subissent les conséquences dans Banner of the Stars III. Saubach, à la fin de la série, demande qu'elle ne soit jamais nommée pilote de vaisseau.
Le caractère d'Aicrÿac peut paraître étrange. Plus encore que Saubach, elle fait preuve de détachement et de retenue, ce qui la faire paraître hautaine et méprisante. Sa curisité à l'égard des deux Abh originaires de la surface présents sur le Basrogrh, Ghintec et Samsonn, l'amène poser des questions directes qui peuvent les mettre mal à l'aise. De ce point de vue, elle représente une bonne partie des Abh, qui ont du mal à trouver la bonne attitude vis-à-vis des humains de la surface.

## Les Abh originaires de la surface
Ces personnages sont légalement des Abh, mais sont nés comme des humains de la surface. Seul le baron de Faibdach fait preuve de préjugés à leur égard.

### Rock Lynn
Rock Lynn, devenu Linn ssynec Raucr dreuc Haïder Rauch (Rauch Linn, comte de Haïdec) est premier ministre de Martin lorsque les Abh découvrent le système de Hyde. Sachant que la guerre est sans espoir, il accepte de se soumettre, mais demande que le futur seigneur soit issu de Martin. Dusanh le fait alors comte de Haïdec. À la fin de Crest of the Stars, les habitants de Martin se révoltent contre l'Empire humain des Abh et rejoignent l'Union humaine. Il est alors exécuté pour trahison.

### Ghintec
Jint Lynn, devenu Linn ssynec Raucr ïarlucec dreur Haïder Ghintec (Ghintec Linn, fils du comte de Haïdec) puis Linn ssynec Raucr dreuc Haïder Ghintec (Ghintec Linn, comte de Haïdec) est un des deux personnages principaux de la série. Fils de Rock Lynn, il a perdu sa mère dans son jeune âge et a été élevé par Till et Lina Corint. Sa vie est bouleversée par l'annexion de Martin à l'Empire humain des Abh. Comme il l'indique à plusieurs reprises, il perd alors sa planète natale. Il se rend en effet sur Dairctuc pour y apprendre le baronh et la culture abh. La guerre avec la Triple Alliance commence avant qu'il ait revu sa planète natale, qui en profite pour se révolter et rejoindre l'Union humaine.
Dès lors, pour Ghintec, le problème est de trouver sa place dans une société qu'il connaît mal. Sa méconnaissance du monde des Abh s'observe dès sa rencontre avec Lamhirh, qu'il ne reconnaît pas malgré un üaritec célèbre, et à laquelle il donne ensuite un titre incorrect en tentant de se rattraper. Dans Crest of the Stars, il est donc le guide idéal pour le lecteur / spectateur.
Les trois années qui séparent Crest of the Stars de Banner of the Stars sont celles où il est à l'école militaire. Il est ensuite nommé intendant du Basogrh, commandé par Lamhirh. S'il admet très vite son attirance pour Lamhirh, il faut attendre la fin de Banner of the Stars I pour qu'elle reconnaisse l'existence d'un lien particulier entre eux. Ce lien se renforce au long de Banner of the Stars II, en particulier lorsque Lamhirh doit abandonner Ghintec sur Robnass II.
Malgré son intégration dans la société abh et la Spatiale, Ghintec a toujours des difficultés à se sentir chez lui. Dans Banner of the Stars III, il tente de reprendre le contrôle du comté de Haïdec, mais doit se résoudre à renoncer à poser de nouveau le pied sur le sol de sa planète natale, où il n'est plus que "le fils du traître".

### Ancien baron de Faibdach
Atosrÿac ssynec Atosr lymh raica Faibacr Srumh (Srumh Atosrÿac, ancien baron de Faibdach) est le fils de la première baronne de Faibdach, qui a obtenu le fief en récompense de ses actions dans la Spatiale. Il est retenu prisonnier par son fils, qui a honte d'avoir un père qui n'est pas génétiquement Abh. Il regarde les événements qui se déroulent dans la baronnie avec beaucoup de détachement, et semble surtout intéressé par l'histoire familiale des comtes de Haïdec.

### Samsonn
Samsonn borgh Tiruser Tirusec (Tirusec Samsonn) doit son ascension à sa carrière dans les Forces spatiales. Il s'était engagé pour voyager dans l'espace, mais sa promotion comme officier mécanicien a entraîné sa promotion au statut d'Abh. Il apparaît des Banner of the Stars I comme chef mécanicien du Basrogrh et le soldat le plus expérimenté du vaisseau. Originaire de Midgrat (rebaptisée Dacumh par les Abh), il regrette les habitudes alimentaires de sa planète natale et conseille à Ghintec de ne pas laisser Diahoc traîner trop près de lui. Au début de Banner of the Stars III, il a quitté la Spatiale pour entrer au service de Ghintec. Il rêve de cultiver la terre, mais se retrouve en train de construire une usine de carburant antimatière dans l'espace.

## Les humains de la surface
Ces personnages ne sont pas des Abh au sens génétique et ne font pas partie des "parents des étoiles".

### Till Corint
Till Corint est l'ami et le collaborateur principal de Rock Lynn. Il s'estime trahi par la nomination de celui-ci comme comte de Haïdec, et prend la tête de l'opposition à l'Empire humain des Abh. Lorsque Martin se révolte, il devient le nouveau Premier ministre. Il tente en vain de s'opposer à l'exécution de Rock Lynn. Dans Banner of the Stars III, il est visiblement tiraillé entre son affection pour Ghintec et son refus de la domination des Abh. Il passe avec le nouveau comte un accord qui assure à Martin (Martinh, en baronh) une très large autonomie, mais ne parvient pas à persuader Ghintec d'abandonner son statut de noble abh pour trouver asile sur Martin.

### Lina Corint
Lina Corint est la femme de Teal Clint.

### Sérnaïc
Sérnaïc est une vassale du baron de Faibdach. Elle change d'allégeance et aide Lamhirh à libérer Ghintec et prendre le contrôle de la baronnie en entraînant derrière une partie des vassales. À la fin de Crest of the Stars, elle est à la tête d'une compagnie de maintenance. Dans Banner of the Stars III, elle rejoint Samsonn pour participer à la construction de l'usine de carburant antimatière du comté de Haïdec. Elle a aussi le projet de créer une milice de gardes du corps de Lamhirh.

## Les non-humains

### Diahoc
Diahoc est un des chats appartenant à la famille Clybh ; c'est le petit-fils de Holiac, que Dubeusec avait fait passer pour le donneur de gènes de Lamhirh. Lamhirh en fait cadeau à Ghintec à la fin de Crest of the Stars. Dans Banner of the Stars I, ce dernier l'emmène avec lui à bord du Basrogrh, où il est pris en charge par Aicrÿac. Ghintec finit par céder aux demandes répétées de Lamhirh et l'éloigne du champ de bataille. Dans le premier épisode de Banner of the Stars II, on le retrouve parmi les chats de la famille Clybh. Dans Banner of the Stars III, il est de nouveau aux côtés de Ghintec. Entre temps, il est devenu père de trois chatons, mais en froid avec son épouse. À la fin de la série, on apprend qu'il a regagné ses quartiers dans la demeure de la famille Clybh.

## Sources et liens
- (en) Abh Nation (Le site le plus complet sur l’univers de Crest of the Stars)